# Bahnstrecke Bobigny–Sucy-Bonneuil
| Noisy le Sec mit Passarelle und einer der beiden Rotunden vom Depot; Mitte 1920er Jahre. |                          |                                                                                                 |                                                                |
| Streckennummer (SNCF): | 957 000                  |                                                                                                 |                                                                |
| Kursbuchstrecke (SNCF): | 193 (24)                 |                                                                                                 |                                                                |
| Streckenlänge: | 21,2 km                  |                                                                                                 |                                                                |
| Spurweite: | 1435 mm (Normalspur)     |                                                                                                 |                                                                |
| Stromsystem: | 1500 V = 25 kV – 50 Hz ~ |                                                                                                 |                                                                |
| Maximale Neigung: | 6 ‰                      |                                                                                                 |                                                                |
| Minimaler Radius: | 500 m                    |                                                                                                 |                                                                |
| Zweigleisigkeit: | ja                       |                                                                                                 |                                                                |
| |                          |                                                                                                 |                                                                |
| \| \| \| Ligne de la grande ceinture de Paris (GC) v. Versailles-Chantiers \| \| \| \| \| Bahnstrecke La Plaine–Hirson Paris-Nord–Belgien \| \| \| \| 57,7 \| Bobigny Poste N° 1 \| Bobigny Poste N° 1 \| \| \| 57,7 0,0 \| Bobigny-Grande-Ceinture \| 44 m \| \| \| \| Bahnstrecke Paris–Mulhouse von Paris-Est \| \| \| \| 2,9 \| Canal de l’Ourcq (29 m) \| Canal de l’Ourcq (29 m) \| \| \| ~3,2 \| Noisy-le-Sec und Gleisharfe Noisy-le-Sec \| Noisy-le-Sec und Gleisharfe Noisy-le-Sec \| \| \| 4,0 \| Abzw. Noisy N° 2 \| Abzw. Noisy N° 2 \| \| \| 4,2 \| Abzw. Noisy-le-Sec-Nord \| Abzw. Noisy-le-Sec-Nord \| \| \| 4,5 \| Abzw. Noisy-le-Sec-Sud \| Abzw. Noisy-le-Sec-Sud \| \| \| 6,1 \| Villemomble-Escale \| 60 m \| \| \| \| \| \| \| \| 7,1 \| Tunnel de la Platrière (85 m) \| Tunnel de la Platrière (85 m) \| \| \| 8,8 \| Abzw. Gagny-Nord \| Abzw. Gagny-Nord \| \| \| 9,3 \| Abzw. Gagny-Sud, Bahnstrecke Paris–Strasbourg n. Strasbourg \| Abzw. Gagny-Sud, Bahnstrecke Paris–Strasbourg n. Strasbourg \| \| \| ~11,1 \| N 34 \| N 34 \| \| \| 10,5 \| Neuilly-sur-Marne \| 47 m \| \| \| 11,3 \| Marne (97 m) \| Marne (97 m) \| \| \| ~11,7 \| Département Seine-Saint-Denis/Val-de-Marne \| Département Seine-Saint-Denis/Val-de-Marne \| \| \| 12,4 \| RER A Fontenay-sous-Bois–Marne-la-Vallée-Chessy \| RER A Fontenay-sous-Bois–Marne-la-Vallée-Chessy \| \| \| 13,1 \| Bry-sur-Marne \| 64 m \| \| \| 14,7 \| \| \| \| \| 14,8 \| Abzw. Bry-sur-Marne Nord \| Abzw. Bry-sur-Marne Nord \| \| \| 15,4 \| Bahnstrecke Paris–Mulhouse nach Mulhouse \| Bahnstrecke Paris–Mulhouse nach Mulhouse \| \| \| 15,8 \| Tunnel de Champigny (714 m) \| Tunnel de Champigny (714 m) \| \| \| 18,0 \| Chennevières-sur-Marne \| 49 m \| \| \| \| Bahnstrecke Paris-Bastille–Marles-en-Brie v. Paris-Bastille \| \| \| \| 18,5 \| Abzw. Champigny und Tunnel de Chennevières (461 m) \| Abzw. Champigny und Tunnel de Chennevières (461 m) \| \| \| 21,2 76,8 \| (Streckenende) \| (Streckenende) \| \| \| 76,9 \| Sucy-Bonneuil \| 38 m \| \| \| \| Ligne de la grande ceinture de Paris nach Versailles-Chantiers \| \| \| \| \| \| \| \| \| \| RER A nach Boissy-Saint-Léger und Bahnstrecke Paris-Bastille–Marles-en-Brie nach Marles-en-Brie \| \| \| \| \| \| \| |                          |                                                                                                 |                                                                |
| |                          | Ligne de la grande ceinture de Paris (GC) v. Versailles-Chantiers                               |                                                                |
| Strecke quer · Kreuzung geradeaus oben · Abzweig quer und von links · Strecke quer |                          | Bahnstrecke La Plaine–Hirson Paris-Nord–Belgien                                                 | Bahnstrecke La Plaine–Hirson Paris-Nord–Belgien                |
| Überleitstelle / Spurwechsel | 57,7                     | Bobigny Poste N° 1                                                                              | Bobigny Poste N° 1                                             |
| Dienststation / Betriebs- oder Güterbahnhof | 57,7 0,0                 | Bobigny-Grande-Ceinture                                                                         | 44 m                                                           |
| Strecke von rechts · Strecke |                          | Bahnstrecke Paris–Mulhouse von Paris-Est                                                        | Bahnstrecke Paris–Mulhouse von Paris-Est                       |
| Brücke über Wasserlauf · Brücke über Wasserlauf | 2,9                      | Canal de l’Ourcq (29 m)                                                                         | Canal de l’Ourcq (29 m)                                        |
| Bahnhof · Dienststation / Betriebs- oder Güterbahnhof | ~3,2                     | Noisy-le-Sec und Gleisharfe Noisy-le-Sec                                                        | Noisy-le-Sec und Gleisharfe Noisy-le-Sec                       |
| Abzweig geradeaus, nach links, geradeaus und nach links · Kreuzung geradeaus oben · Strecke von rechts | 4,0                      | Abzw. Noisy N° 2                                                                                | Abzw. Noisy N° 2                                               |
| Strecke · Überleitstelle / Spurwechsel rechts | 4,2                      | Abzw. Noisy-le-Sec-Nord                                                                         | Abzw. Noisy-le-Sec-Nord                                        |
| Strecke · Überleitstelle / Spurwechsel links | 4,5                      | Abzw. Noisy-le-Sec-Sud                                                                          | Abzw. Noisy-le-Sec-Sud                                         |
| Dienststation / Betriebs- oder Güterbahnhof | 6,1                      | Villemomble-Escale                                                                              | 60 m                                                           |
| |                          |                                                                                                 |                                                                |
| Tunnel | 7,1                      | Tunnel de la Platrière (85 m)                                                                   | Tunnel de la Platrière (85 m)                                  |
| Abzweig geradeaus, nach links und von links · Abzweig geradeaus und von rechts | 8,8                      | Abzw. Gagny-Nord                                                                                | Abzw. Gagny-Nord                                               |
| Strecke · Strecke nach links | 9,3                      | Abzw. Gagny-Sud, Bahnstrecke Paris–Strasbourg n. Strasbourg                                     | Abzw. Gagny-Sud, Bahnstrecke Paris–Strasbourg n. Strasbourg    |
| Brücke | ~11,1                    | N 34                                                                                            | N 34                                                           |
| Dienststation / Betriebs- oder Güterbahnhof | 10,5                     | Neuilly-sur-Marne                                                                               | 47 m                                                           |
| Brücke über Wasserlauf | 11,3                     | Marne (97 m)                                                                                    | Marne (97 m)                                                   |
| Grenze | ~11,7                    | Département Seine-Saint-Denis/Val-de-Marne                                                      | Département Seine-Saint-Denis/Val-de-Marne                     |
| Kreuzung geradeaus oben | 12,4                     | RER A Fontenay-sous-Bois–Marne-la-Vallée-Chessy                                                 | RER A Fontenay-sous-Bois–Marne-la-Vallée-Chessy                |
| ehemaliger Bahnhof | 13,1                     | Bry-sur-Marne                                                                                   | 64 m                                                           |
| Kreuzung geradeaus unten · Strecke von rechts | 14,7                     |                                                                                                 |                                                                |
| Abzweig geradeaus, nach links und ehemals von links · Abzweig geradeaus und von rechts | 14,8                     | Abzw. Bry-sur-Marne Nord                                                                        | Abzw. Bry-sur-Marne Nord                                       |
| Tunnelanfang · Strecke nach links | 15,4                     | Bahnstrecke Paris–Mulhouse nach Mulhouse                                                        | Bahnstrecke Paris–Mulhouse nach Mulhouse                       |
| Tunnelende | 15,8                     | Tunnel de Champigny (714 m)                                                                     | Tunnel de Champigny (714 m)                                    |
| Bahnhof | 18,0                     | Chennevières-sur-Marne                                                                          | 49 m                                                           |
| Strecke quer · Strecke von rechts · Strecke von halbrechts |                          | Bahnstrecke Paris-Bastille–Marles-en-Brie v. Paris-Bastille                                     | Bahnstrecke Paris-Bastille–Marles-en-Brie v. Paris-Bastille    |
| Überleitstelle / Spurwechsel · Tunnel | 18,5                     | Abzw. Champigny und Tunnel de Chennevières (461 m)                                              | Abzw. Champigny und Tunnel de Chennevières (461 m)             |
| Strecke | 21,2 76,8                | (Streckenende)                                                                                  | (Streckenende)                                                 |
| Bahnhof Streckenende | 76,9                     | Sucy-Bonneuil                                                                                   | 38 m                                                           |
| Strecke quer |                          | Ligne de la grande ceinture de Paris nach Versailles-Chantiers                                  | Ligne de la grande ceinture de Paris nach Versailles-Chantiers |
| |                          |                                                                                                 |                                                                |
| |                          | RER A nach Boissy-Saint-Léger und Bahnstrecke Paris-Bastille–Marles-en-Brie nach Marles-en-Brie |                                                                |
| |                          |                                                                                                 |                                                                |

Die Bahnstrecke Bobigny–Sucy-Bonneuil ist eine zweigleisige, Nord-Süd-gerichtete Eisenbahnstrecke der SNCF Réseau in Frankreich. Diese parallel zur Äußeren Ringbahn im Osten von Paris verlaufende Strecke ist eine wichtige Verbindung zwischen den beiden ostwärts gerichteten Bahnstrecken Paris–Strasbourg und Paris–Mulhouse und wird nur vom Güterverkehr benutzt. Gelegentlich sind auch Zugumleitungen anzutreffen.

## Geschichte
Grund für den Bau war die chronische Überlastung des Abschnittes der Ringbahn, auf dem auch die Züge in Richtung Mulhouse fuhren, also in dem Abschnitt, der 1877 als erstes in Betrieb gegangen war.: S. 180 Anstatt eines vierspurigen Ausbaus wurde ein 21 km langer Neubau auf einer anderen Trasse bevorzugt. Nach Jean-Luc Flohic dürfte der Grund vor allem darin gelegen haben, ein Stück weit Unabhängigkeit von dem Syndikat mit anderen Bahngesellschaften zu bekommen, mit denen man sich die Ringbahntrasse teilen musste.
Zwischen Mai 1924 und April 1925 wurde die Strecke in drei Phasen für gemeinnützig erklärt und 1928 die Konzession für den Bau den Chemins de fer de l’Est (EST) erteilt. Bereits am 7. September 1928 konnte das erste Teilstück eröffnet werden, zum 2. Dezember 1930 folgte der restliche Abschnitt, allerdings zunächst nur für den Güterverkehr. Nur in der Zeit zwischen März 1932 und Mai 1939 fand Personenverkehr statt, weil die Fahrgastzahlen überraschenderweise enttäuschend waren.: S. 182
Zwischen 1970 und 1975 wurde die Strecke mit 25 kV – 50 Hz ~ elektrifiziert.: S. 182